# Auridius sulphureus
Auridius sulphureus är en insektsart som beskrevs av Hamilton 1999. Auridius sulphureus ingår i släktet Auridius och familjen dvärgstritar. Inga underarter finns listade i Catalogue of Life.